# Maria Núñez
Maria Núñe (født 27. november 1988 i Mogán) er en spansk håndboldspiller, som spiller for ESBF Besancon i Frankrig og Spaniens håndboldlandshold.